# Djebel Orbata
Il Djebel Orbata o Djebel Bou Kornine (in arabo جبل عرباطة) è un massiccio montuoso lungo circa 60 km e culminante a 1165 m situato nella Tunisia meridionale, ad est della città di Gafsa e a nord delle località di El Guettar e Bou Omrane.

## Geografia
L'arido Djebel Orbata è considerato come l'estremità orientale della catena montuosa dell'Atlante. Si estende a nord-ovest del Djebel Bou Ramli e ad est del Djebel Bou Hedma.

## Ascensione
L'ascesa fino alla sommità è possibile, ma dopo la rivoluzione tunisina del 2010-11 l'area in cui si trova il monte è considerata insicura ed è spesso controllata dalla polizia e dai militari.

## Flora e fauna
Circa 5750 ettari del Djebel Orbata sono stati designati come riserva naturale. Pini d'Aleppo, piccoli cespugli di ginepro, cactacee e sparto sono le specie predominanti di una vegetazione estremamente scarsa. Qui vivono alcune specie in via di estinzione, come l'ammotrago e la gazzella dorcade, ma anche lo struzzo e il riccio algerino.

## Attrazioni
Su una delle sue cime si ergono le rovine di un forte francese (Borj Erroumia) abbandonato da lungo tempo, risalente al periodo compreso tra la fine del XIX secolo e gli inizi del XX.